# Charles Frankel (philosophe)
Cet article concerne le philosophe. Pour le géologue, voir Charles Frankel (géologue).
Charles Frankel (13 décembre 1917 - 10 mai 1979) est un philosophe et universitaire américain. Il est secrétaire d'État adjoint de 1965 à 1967 et premier directeur du National Humanities Center (en).

## Biographie
Charles Frankel naît à New York, fils d'Abraham Philip et d'Estelle Edith Frankel. Il commence ses études à l'université Cornell, et les poursuit à l'université Columbia où il obtient son diplôme avec mention en anglais et en philosophie en 1937, et son doctorat en 1946. Pendant la Seconde Guerre mondiale, Frankel sert comme lieutenant dans la marine américaine. Il obtient un diplôme de droit en 1968, à l'université de Mercer.
Frankel épouse Helen Beatrice Lehman en 1941, le couple a deux enfants. Il est membre de plusieurs sociétés savantes et associations, l'American Philosophical Association, l'American Association of University Professors, la Authors Guild et la Phi Beta Kappa.

## Carrière professionnelle
Frankel enseigne à l'université Columbia à partir de 1939, il est nommé professeur en 1956.
Il est nommé secrétaire d'État adjoint aux affaires éducatives et culturelles (en), en septembre 1965. En 1966, il dirige la délégation américaine à la conférence de l'UNESCO. Il démissionne de ses fonctions en décembre 1967, pour protester contre la guerre du Viêt Nam et il reprend son poste à l'université Columbia,.
En 1978, Frankel devient le premier président et directeur fondateur du National Humanities Center (en) fondé sous les auspices de l'Académie américaine des arts et des sciences.
Frankel et son épouse sont tués par balles lors d'un cambriolage à leur domicile à Bedford Hills, dans l'État de New York, le 10 mai 1979.

## Postérité
La Fondation nationale pour les sciences humaines (NEH) décerne le prix Charles Frankel de 1989 à 1996. Le prix est renommé National Humanities Medal en 1997.

## Publications
- The Faith of Reason
- The Case for Modern Man
- Religion—Within Reason
- The Democratic Prospect